# Ken Skupski
Ken Skupski (ur. 9 kwietnia 1983 w Liverpoolu) – brytyjski tenisista polskiego pochodzenia, reprezentant Wielkiej Brytanii w Pucharze Davisa, brązowy medalista igrzysk wspólnoty narodów (2010).

## Kariera tenisowa
Zawodowy tenisista w latach 2003–2022.
Zwyciężał w rozgrywkach z serii ITF Men’s World Tennis Tour oraz ATP Challenger Tour. W turniejach ATP Tour wygrał siedem turniejów z siedemnastu rozegranych finałów.
W 2010 roku zdobył brązowy medal na igrzyskach wspólnoty narodów w konkurencji gry mieszanej w parze z Sarą Borwell.
Najwyżej sklasyfikowany w rankingu singlistów był w czerwcu 2008 roku na 527. miejscu, z kolei w zestawieniu deblistów w połowie lipca 2010 roku zajmował 44. pozycję.

### Finały w turniejach ATP Tour
| Legenda                                      |
| -------------------------------------------- |
| Wielki Szlem                                 |
| Igrzyska olimpijskie                         |
| Tennis Masters Cup / ATP Finals              |
| ATP Masters Series / ATP Tour Masters 1000   |
| ATP International Series Gold / ATP Tour 500 |
| ATP International Series / ATP Tour 250      |

#### Gra podwójna (7–10)
| Końcowy wynik | Nr  | Data                 | Turniej      | Nawierzchnia  | Partner        | Przeciwnicy                            | Wynik finału       |
| ------------- | --- | -------------------- | ------------ | ------------- | -------------- | -------------------------------------- | ------------------ |
| Zwycięzca     | 1.  | 27 września 2009     | Metz         | Twarda (hala) | Colin Fleming  | Arnaud Clément Michaël Llodra          | 2:6, 6:4, 10–5     |
| Zwycięzca     | 2.  | 1 listopada 2009     | Petersburg   | Twarda (hala) | Colin Fleming  | Jérémy Chardy Richard Gasquet          | 2:6, 7:5, 10–4     |
| Finalista     | 1.  | 19 czerwca 2010      | Eastbourne   | Trawiasta     | Colin Fleming  | Mariusz Fyrstenberg Marcin Matkowski   | 3:6, 7:5, 8–10     |
| Zwycięzca     | 3.  | 20 lutego 2011       | Marsylia     | Twarda (hala) | Robin Haase    | Julien Benneteau Jo-Wilfried Tsonga    | 6:3, 6:7(4), 13–11 |
| Finalista     | 2.  | 23 czerwca 2012      | Eastbourne   | Trawiasta     | Jamie Delgado  | Colin Fleming Ross Hutchins            | 4:6, 3:6           |
| Finalista     | 3.  | 29 lipca 2012        | Los Angeles  | Twarda        | Jamie Delgado  | Ruben Bemelmans Xavier Malisse         | 6:7(5), 6:4, 7–10  |
| Finalista     | 4.  | 20 października 2013 | Moskwa       | Twarda (hala) | Neal Skupski   | Michaił Jełgin Denis Istomin           | 2:6, 6:1, 12–14    |
| Finalista     | 5.  | 13 sierpnia 2016     | Los Cabos    | Twarda        | Jonatan Erlich | Purav Raja Divij Sharan                | 6:7(4), 6:7(3)     |
| Zwycięzca     | 4.  | 11 lutego 2018       | Montpellier  | Twarda (hala) | Neal Skupski   | Ben McLachlan Hugo Nys                 | 7:6(2), 6:4        |
| Finalista     | 6.  | 29 czerwca 2018      | Eastbourne   | Trawiasta     | Neal Skupski   | Luke Bambridge Jonny O’Mara            | 5:7, 4:6           |
| Finalista     | 7.  | 23 września 2018     | Metz         | Twarda (hala) | Neal Skupski   | Nicolas Mahut Édouard Roger-Vasselin   | 1:6, 5:7           |
| Finalista     | 8.  | 24 lutego 2019       | Delray Beach | Twarda        | Neal Skupski   | Bob Bryan Mike Bryan                   | 6:7(5), 4:6        |
| Finalista     | 9.  | 14 kwietnia 2019     | Houston      | Ceglana       | Neal Skupski   | Santiago González Aisam-ul-Haq Qureshi | 6:3, 4:6, 6–10     |
| Zwycięzca     | 5.  | 28 kwietnia 2019     | Budapeszt    | Ceglana       | Neal Skupski   | Marcus Daniell Wesley Koolhof          | 6:3, 6:4           |
| Finalista     | 10. | 25 maja 2019         | Lyon         | Ceglana       | Neal Skupski   | Ivan Dodig Édouard Roger-Vasselin      | 4:6, 3:6           |
| Zwycięzca     | 6.  | 20 marca 2021        | Acapulco     | Twarda        | Neal Skupski   | Marcel Granollers Horacio Zeballos     | 7:6(3), 6:4        |
| Zwycięzca     | 7.  | 3 października 2021  | Sofia        | Twarda (hala) | Jonny O’Mara   | Oliver Marach Philipp Oswald           | 6:3, 6:4           |